# Cloch Point
Cloch Point är en udde i Storbritannien.   Den ligger i riksdelen Skottland, i den nordvästra delen av landet, 600 km nordväst om huvudstaden London.
Terrängen inåt land är huvudsakligen kuperad, men åt nordost är den platt. Havet är nära Cloch Point norrut. Runt Cloch Point är det tätbefolkat, med 511 invånare per kvadratkilometer. Närmaste större samhälle är Greenock, 6,6 km öster om Cloch Point. 